# El Juicio Final (Leyden)
El Juicio Final (en neerlandés, Het laatste oordeel) es una obra del pintor flamenco Lucas van Leyden. Fue realizado en el año 1526. Se trata de un tríptico que mide, en cuanto a la tabla central, 269,5 cm de alto y 185 cm de ancho; las alas laterales tienen unas dimensiones de 265 de alto y 76,5 cm de ancho. Encargado para la Pieterskerk de Leiden, se conserva actualmente en el Museum De Lakenhal de la misma ciudad.
El centro del retablo está dominado por Cristo como juez, por encima del cual aparece una paloma en representación del Espíritu Santo y más arriba aún Dios Padre. A ambos lados de Jesucristo hay dos elementos que simbolizan la condenación o la inocencia: a la izquierda se ve un lirio (inocente) a la derecha una espada (culpable).